# Universidad de California en San Francisco
La Universidad de California, San Francisco (UCSF) es una de las universidades del sistema de la Universidad de California, localizada en la ciudad de San Francisco. Aunque uno de los diez campus de la Universidad de California, es el único dedicado exclusivamente a la educación de posgrado, y en ciencias de la salud y biomédica. Algunos de los centros de tratamiento de UCSF incluyen trasplantes de riñón y trasplante de hígado, radiología, neurocirugía, neurología, oncología, oftalmología, terapia génica, la salud de la mujer, la cirugía fetal, pediatría y medicina interna. Es conocida como una de las grandes facultades de medicina en los Estados Unidos.
Fundada en 1873, la misión de UCSF es servir como una "universidad pública dedicada a salvar vidas y mejorar la salud." El Centro Médico de UCSF es consistentemente clasificado entre los 10 mejores hospitales de los Estados Unidos por US News & World Report, que también se clasificó su programa de cuidado médico para SIDA en primera posición en el país.